# Saint-Quentin-en-Mauges
Saint-Quentin-en-Mauges és un municipi francès, del departament de Maine i Loira, al País del Loira.

## Geografia
El municipi està al Cantó de Montrevault, al districte de Cholet. El seu codi postal és el 49110.
Està situat a 47° 17′33 de latitud nord i a 0º54'43 de longitud Oest.
La seva altitud sobre el nivell del mar està entre 78 i 165 metres. Té una superfície de 21,31 km².

## Demografia
1962 - 946 habs / 1975 - 1014 habs / 1990 - 1029 habs / 1999 - 991 habitants.

## Personalitats lligades al municipi
- Sébastien Pauvert (ex-FCNA)